# Селениты (существа)

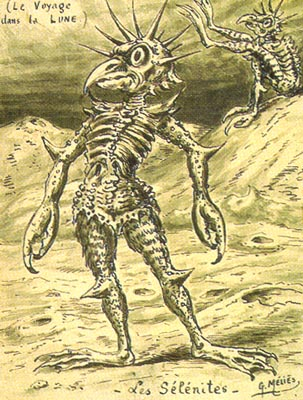
Рисунок Жоржа Мельеса для фильма «Путешествие на Луну» (1902)

Селени́ты (Лунатики) — разумные обитатели Луны в древних мифах и научно-фантастической литературе.
Представления о населённости Луны живыми существами бытовали в античности. О селенитах в частности писал Плутарх в сборнике «Моралии» в диалоге № 63 «О лике, видимом на диске Луны».
В 1835 году в американской газете The Sun были напечатаны несколько статей, в которых утверждалось, что астроном Джон Гершель якобы наблюдал на Луне реки и моря, атмосферу, и даже растения и других живых существ, в том числе и разумных (см. Большое лунное надувательство).
В XX веке возникли предположения о селенитах, в соответствии с которыми непонятные явления, происходящие на Луне, связаны с визитами инопланетян, а Луна является основным пунктом для наблюдений за Землёй. Подобные утверждения отрицаются наукой.

## Селениты в художественной литературе
- Незнайка на Луне
- Первые люди на Луне
- Роверандом
- Ракетный корабль «Галилео»
- Вокруг Луны
- Фаэты
- Первые люди на Луне

## Селениты в кино
- Экскурсия на Луну
- Первые люди на Луне (фильм, 2010)
- Губка Боб Квадратные Штаны
- Странники (аниме, 2003—2004)